# Onishi Takashi
Takashi Onishi (sinh ngày 16 tháng 10 năm 1971) là một cầu thủ bóng đá người Nhật Bản.

## Sự nghiệp câu lạc bộ
Takashi Onishi đã từng chơi cho Sanfrecce Hiroshima, Kyoto Purple Sanga và Ehime FC.